# Slowaaks voetbalelftal in 2001
Het Slowaaks voetbalelftal speelde elf interlands in het jaar 2001, waaronder zeven duels in de kwalificatiereeks voor het WK voetbal 2002 in Japan en Zuid-Korea. De selectie stond onder leiding van bondscoach Jozef Adamec, die aan het einde van het jaar opstapte en plaatsmaakte voor Ladislav Jurkemik. Op de in 1993 geïntroduceerde FIFA-wereldranglijst zakte Slowakije in 2001 van de 22ste (januari 2001) naar de 47ste plaats (december 2001).

## Balans
| Wedstrijden | Wedstrijden | Wedstrijden | Wedstrijden | Doelpunten | Doelpunten | Doelpunten | Punten |
| Gespeeld    | Winst       | Gelijk      | Verlies     | Voor       | Tegen      | Saldo      | Punten |
| ----------- | ----------- | ----------- | ----------- | ---------- | ---------- | ---------- | ------ |
| 11          | 3           | 3           | 5           | 17         | 16         | +1         | 0.818  |

## Interlands
|                                                       |                   |       |                    |                                                                                          |
| 27 februari Vriendschappelijk № 95 «onderlinge duels» | Algerije          | 1 – 1 | Slowakije          | Stade 5 Juillet 1962, Algiers Toeschouwers: 22.000 Scheidsrechter: Mohamed Zekrini (ALG) |
| 27 februari Vriendschappelijk № 95 «onderlinge duels» | Issad Bourahli 5' |       | 61' Szilárd Németh | Stade 5 Juillet 1962, Algiers Toeschouwers: 22.000 Scheidsrechter: Mohamed Zekrini (ALG) |

|                                                          |                        |       |                      |                                                                                          |
| 24 maart WK-kwalificatie groep 4 № 96 «onderlinge duels» | Turkije                | 1 – 1 | Slowakije            | Ali Sami Yenstadion, Istanboel Toeschouwers: 22.000 Scheidsrechter: Ryszard Wójcik (POL) |
| 24 maart WK-kwalificatie groep 4 № 96 «onderlinge duels» | Hakan Şükür 55' (pen.) |       | 69' Róbert Tomaschek | Ali Sami Yenstadion, Istanboel Toeschouwers: 22.000 Scheidsrechter: Ryszard Wójcik (POL) |

|                                                          |                                                           |       |                          |                                                                                     |
| 28 maart WK-kwalificatie groep 4 № 97 «onderlinge duels» | Slowakije                                                 | 3 – 1 | Azerbeidzjan             | Štadión Spartaka, Trnava Toeschouwers: 7.994 Scheidsrechter: Kostas Kapitanis (CYP) |
| 28 maart WK-kwalificatie groep 4 № 97 «onderlinge duels» | Szilárd Németh 1' Szilárd Németh 10' Ľubomír Meszároš 57' |       | 3' (pen.) Vadim Vasilyev | Štadión Spartaka, Trnava Toeschouwers: 7.994 Scheidsrechter: Kostas Kapitanis (CYP) |

|                                                    |          |       |           |                                                                                    |
| 25 april Vriendschappelijk № 98 «onderlinge duels» | Roemenië | 0 – 0 | Slowakije | Stadionul Astra, Ploiești Toeschouwers: 2.000 Scheidsrechter: Ghenadie Orlic (MDA) |
| 25 april Vriendschappelijk № 98 «onderlinge duels» |          |       |           | Stadionul Astra, Ploiești Toeschouwers: 2.000 Scheidsrechter: Ghenadie Orlic (MDA) |

|                                                  |                                      |       |           |                                                                                |
| 29 mei Vriendschappelijk № 99 «onderlinge duels» | Duitsland                            | 2 – 0 | Slowakije | Weserstadion, Bremen Toeschouwers: 18.000 Scheidsrechter: Claude Colombo (FRA) |
| 29 mei Vriendschappelijk № 99 «onderlinge duels» | Gerald Asamoah 50' Frank Baumann 56' |       |           | Weserstadion, Bremen Toeschouwers: 18.000 Scheidsrechter: Claude Colombo (FRA) |

|                                                         |                                       |       |           |                                                                                                   |
| 2 juni WK-kwalificatie groep 4 № 100 «onderlinge duels» | Zweden                                | 2 – 0 | Slowakije | Råsunda Fotbollstadion, Solna Toeschouwers: 34.327 Scheidsrechter: José María García-Aranda (ESP) |
| 2 juni WK-kwalificatie groep 4 № 100 «onderlinge duels» | Marcus Allbäck 45' Marcus Allbäck 51' |       |           | Råsunda Fotbollstadion, Solna Toeschouwers: 34.327 Scheidsrechter: José María García-Aranda (ESP) |

|                                                         |                                      |       |           |                                                                                              |
| 6 juni WK-kwalificatie groep 4 № 101 «onderlinge duels» | Azerbeidzjan                         | 2 – 0 | Slowakije | Tofiq Bəhramov Stadionu, Bakoe Toeschouwers: 15.000 Scheidsrechter: Nicolai Vollquartz (DEN) |
| 6 juni WK-kwalificatie groep 4 № 101 «onderlinge duels» | Vadim Vasilyev 28' Zaur Tağızadə 55' |       |           | Tofiq Bəhramov Stadionu, Bakoe Toeschouwers: 15.000 Scheidsrechter: Nicolai Vollquartz (DEN) |

|                                                        |                                                     |       |                                                                          |                                                                              |
| 15 augustus Vriendschappelijk № 102 «onderlinge duels» | Slowakije                                           | 3 – 4 | Iran                                                                     | Tehelné pole, Bratislava Toeschouwers: 3.421 Scheidsrechter: Drago Kos (SLO) |
| 15 augustus Vriendschappelijk № 102 «onderlinge duels» | Tomáš Oravec 18' Tomáš Oravec 19' Róbert Vittek 30' |       | 7' Ali Karimi 17' Ali Karimi 43' Ali Reza Nikbakht-Vahedi 83' Ali Karimi | Tehelné pole, Bratislava Toeschouwers: 3.421 Scheidsrechter: Drago Kos (SLO) |

|                                                              |           |                 |         |                                                                                       |
| 1 september WK-kwalificatie groep 4 № 103 «onderlinge duels» | Slowakije | 0 – 1           | Turkije | Tehelné pole, Bratislava Toeschouwers: 8.723 Scheidsrechter: Vitor Melo Pereira (POR) |
| 1 september WK-kwalificatie groep 4 № 103 «onderlinge duels» |           | 34' Hakan Şükür |         | Tehelné pole, Bratislava Toeschouwers: 8.723 Scheidsrechter: Vitor Melo Pereira (POR) |

|                                                                        |                                                                 |       |                                       |                                                                                    |
| 5 september WK-kwalificatie groep 4 № 104 «onderlinge duels» 19:45 uur | Slowakije                                                       | 4 – 2 | Moldavië                              | Štadión na Sihoti, Trenčín Toeschouwers: 2.780 Scheidsrechter: Mikko Vuorela (FIN) |
| 5 september WK-kwalificatie groep 4 № 104 «onderlinge duels» 19:45 uur | Peter Németh 54' Szilárd Németh 59' Igor Demo 64' Igor Demo 73' |       | 11' Serghei Clescenco 76' Radu Rebeja | Štadión na Sihoti, Trenčín Toeschouwers: 2.780 Scheidsrechter: Mikko Vuorela (FIN) |

|                                                            |           |                                                                                      |           |                                                                              |
| 7 oktober WK-kwalificatie groep 4 № 105 «onderlinge duels» | Macedonië | 0 – 5                                                                                | Slowakije | Gradski Stadion, Skopje Toeschouwers: 4.500 Scheidsrechter: Mike Riley (ENG) |
| 7 oktober WK-kwalificatie groep 4 № 105 «onderlinge duels» |           | 27' Ľuboš Reiter 57' Peter Dzúrik 72' Peter Németh 81' Attila Pinte 90' Tomáš Oravec |           | Gradski Stadion, Skopje Toeschouwers: 4.500 Scheidsrechter: Mike Riley (ENG) |

## FIFA-wereldranglijst
| JAN | FEB | MAR | APR | MEI | JUN | JUL | AUG | SEP | OKT | NOV | DEC |
| --- | --- | --- | --- | --- | --- | --- | --- | --- | --- | --- | --- |
| 22  | 21  | 23  | 25  | 25  | 30  | 35  | 40  | 42  | 41  | 45  | 47  |

## Statistieken
| Miroslav König   | 1972-06-01 | Concordia Basel      | 8  | 1 | 0 | 29 | 0  |
| Juraj Bucek      | 1973-09-15 | Skoda Xanthi         | 2  | 2 | 0 | 6  | 0  |
| Miroslav Hýll    | 1973-09-20 | Inter Bratislava     | 1  | 2 | 0 | 5  | 0  |
| Verdediging      |            |                      |    |   |   |    |    |
| Vratislav Greško | 1977-07-24 | Inter Milan          | 11 | 0 | 0 | 12 | 0  |
| Stanislav Varga  | 1972-10-08 | West Bromwich Albion | 9  | 0 | 0 | 39 | 0  |
| Vladimír Labant  | 1974-06-08 | West Ham United      | 8  | 1 | 0 | 9  | 0  |
| Milan Timko      | 1972-11-28 | Kocaelispor          | 5  | 0 | 0 | 28 | 1  |
| Ivan Kozák       | 1970-06-18 | Union Berlin         | 3  | 0 | 0 | 35 | 0  |
| Igor Bališ       | 1970-01-05 | West Bromwich Albion | 2  | 1 | 0 | 41 | 1  |
| Jozef Valachovič | 1975-07-12 | Slovan Liberec       | 2  | 1 | 0 | 23 | 0  |
| Marián Suchancok | 1971-07-13 | Akratitos Ano Liosia | 1  | 2 | 0 | 9  | 0  |
| Zsolt Hornyák    | 1973-05-01 | Dinamo Moskou        | 1  | 1 | 0 | 3  | 0  |
| Ondrej Smelko    | 1967-09-01 | Ozeta Dukla Trencin  | 1  | 1 | 0 | 7  | 1  |
| Vladimír Kinder  | 1969-03-14 | Artmedia Petržalka   | 1  | 0 | 0 | 38 | 1  |
| Ladislav Pecko   | 1968-06-27 | Slovan Bratislava    | 1  | 0 | 0 | 6  | 0  |
| Vladimír Leitner | 1974-06-28 | FK Teplice           | 0  | 1 | 0 | 18 | 0  |
| Middenveld       |            |                      |    |   |   |    |    |
| Miroslav Karhan  | 1976-06-21 | VfL Wolfsburg        | 11 | 0 | 0 | 47 | 1  |
| Peter Dzúrik     | 1968-12-29 | Inter Bratislava     | 8  | 2 | 1 | 34 | 2  |
| Róbert Tomaschek | 1972-08-25 | Heart of Midlothian  | 7  | 0 | 1 | 50 | 4  |
| Attila Pinte     | 1971-06-06 | Ferencváros          | 6  | 2 | 1 | 24 | 1  |
| Vladimír Janočko | 1976-12-02 | Austria Wien         | 6  | 2 | 0 | 20 | 0  |
| Igor Demo        | 1975-09-18 | Borussia M'gladbach  | 6  | 1 | 2 | 13 | 2  |
| Peter Németh     | 1972-09-14 | Eintracht Frankfurt  | 3  | 4 | 2 | 22 | 3  |
| Samuel Slovák    | 1975-10-17 | CD Tenerife          | 1  | 1 | 0 | 16 | 0  |
| Marek Ujlaky     | 1974-03-26 | Spartak Trnava       | 0  | 2 | 0 | 40 | 2  |
| Marek Holly      | 1973-08-20 | Anzji Machatsjkala   | 0  | 1 | 0 | 1  | 0  |
| Aanval           |            |                      |    |   |   |    |    |
| Szilárd Németh   | 1977-08-08 | Middlesbrough FC     | 8  | 1 | 4 | 28 | 10 |
| Róbert Vittek    | 1982-04-01 | Slovan Bratislava    | 3  | 3 | 1 | 6  | 1  |
| Tomáš Oravec     | 1980-07-03 | Viktoria Žižkov      | 3  | 1 | 3 | 4  | 3  |
| Henrich Benčík   | 1978-10-14 | Artmedia Petržalka   | 1  | 3 | 0 | 4  | 0  |
| Ľubomír Meszároš | 1979-03-23 | Slovan Bratislava    | 1  | 1 | 1 | 7  | 1  |
| Ľubomír Reiter   | 1974-12-03 | Sigma Olomouc        | 1  | 0 | 1 | 1  | 1  |
| Peter Babnic     | 1977-04-30 | Sparta Praag         | 0  | 6 | 0 | 8  | 0  |
| Tibor Jančula    | 1969-06-16 | Ferencváros          | 0  | 1 | 0 | 29 | 9  |